# Торфено бранище
Торфено бранище е резерват, разположен в Природен парк Витоша, България.

## Основаване и статут
Обявен е за резерват с обща площ 785,3 хектара със Заповед No.16362 на Министерството на народното стопанство от 01.10.1935 година. Първоначално той е заемал много по-малка площ (около 144,1 хектара, колкото е и площта на Горното блато), но тази територия е увеличена на близо 785,3 хектара през 1980 г. Целта на резервата е да се запазят торфените комплекси във високите части на Витоша в своето естествено състояние.

## Флора
По тези места са установени голям брой мъхове и водорасли. Дебелината на торфената покривка достига на места до 2 метра. Възрастта на торфището е над 1000 години. В района няма гори. Дебелината на торфената покривка расте сравнително слабо – с 1 mm на година.
На територията на резервата се намира зоната на изворите на реките Владайска, Боянска и Драгалевска. В Торфено бранище почти липсва дървесна растителност. Среща се храстова растителност като ива, смрика, боровинка и хвойна. Тревните видове, които се срещат са очибодец, тинтява, острица, няколко вида насекомоядни растения и др. Достъпът на туристи в резервата, който е също и вододайна зона, е забранен.